# Sean Kingston
Kisean Anderson (*3. února 1990 Miami, Florida) je americko jamajský reggae zpěvák, známý pod jménem Sean Kingston. V šesti letech se společně se svou rodinou přestěhovali na Jamajku do města Kingston.

## Hudební Kariéra
Sean začal v roce 2007 pracovat v nahrávací společnosti Beluga Heights Records,která sídlí v Miami. Podepsal smlouvu s JR.Rotemem, se zakladatelem nahrávací společnosti.
V roce 2007 vyprodukoval svůj pilotní singl Beautiful Girls (žánr Raggae) a hned brzy po něm další úspěšný Reggae singl Me Love,pak o rok později vydal třetí singl Take You There.
Téhož roku po vyprodukování těchto dvou singlů vydal své pilotní album po něm pojmenované. To album obsahovalo tyhle 3 singly (Beautiful Girls, Me Love a Take You There)
Pak v roce 2009 začal pracovat na svém 2. albu Tomorrow.
Jako 1. úspěšný singl z alba vyšel Fire Burning a brzy po něm vyprodukoval 2. singl z alba Face Drop.
Pak v roce 2010 začal pracovat na svém 3 studiovém albu Back 2 Life.
Jako 1. singl z alba vyšel song Letting Go, kde mu hostovala zpěvačka Nicki Minaj.
Pak r.2012 vydal single Back 2 Life, kde mu hostoval raper T.I.
Sean má pak na kontě 2 dobré featuringy. Eennie Mennie s Justinem Bieberem a pak ještě Feel It s Three Six Mafia a s DJ Tiestem.

## Diskografie

### Alba
| Rok  | Album                                                         | Umístění | Prodej |
| Rok  | Album                                                         | USA      | Prodej |
| ---- | ------------------------------------------------------------- | -------- | ------ |
| 2008 | Sean Kingston - 1. studiové album - Vydáno: 31. července 2007 | 6        | 990000 |
| 2009 | Tomorrow - 1. studiové album - Vydáno: 22. září 2009          | 37       | 50000  |

## Úspěšné singly
- 2007 Beautiful Girls
- 2007 Me Love
- 2008 Take You There
- 2009 Fire Burning
- 2009 Face Drop

## Solo
- 2007 Beautiful Girls
- 2007 Me Love
- 2008 Take You There
- 2009 Fire Burning
- 2009 Face Drop
- 2010 Letting Go(Feat Nicki Minaj)
- 2012 Back 2 Life feat T.I

## Hostující
- 2010 Three Six Mafia – Feel It feat Tiesto, Sean Kingston
- 2010 Justin Bieber Eenie Meenie – feat Sean Kingston